# Substrato (biochimica)

Schema dell'ipotesi dell'adattamento indotto tra substrato ed enzima

In biochimica si definisce substrato una molecola sulla quale agisce un enzima: i substrati sono dunque le molecole di partenza nelle reazioni chimiche catalizzate dagli enzimi. 
Il substrato lega il sito attivo dell'enzima, formando il complesso enzima-substrato; in seguito, il substrato è convertito in un prodotto, quindi rilasciato dal sito attivo, che diventa nuovamente pronto a ricevere il substrato.
Un'equazione generale può essere la seguente:
E + S ⇌ ES → EP ⇌ E + P
(E = enzima, S = substrato/i, P = prodotto/i)
La reazione segue solitamente la cinetica di Michaelis-Menten quando l'enzima non ha caratteristiche allosteriche. Solo il passaggio intermedio (ES → EP) è irreversibile.

## Esempi di substrati
- Un esempio di substrato è il perossido di idrogeno (noto comunemente come acqua ossigenata), decomposta dall'enzima catalasi secondo la reazione:

2H2O2 → 2H2O + O2
- Un altro esempio è rappresentato dall'idrolisi del saccarosio, dalla quale si ottiene glucosio e fruttosio. L'enzima attivo in questa reazione è la saccarasi, che dopo aver svolto la reazione è pronta per un'altra molecola di substrato.

C12H22O11 + H2O → C6H12O6 + C6H12O6
saccarosio (substrato) + acqua (fattore idrolizzante) → glucosio + fruttosio